# Jenny Randles
Jenny Randles (sinh ngày 30 tháng 10 năm 1951) là một tác giả, nhà UFO học người Anh và là cựu giám đốc điều tra của Hiệp hội Nghiên cứu UFO nước Anh (BUFORA) nhiệm kỳ từ năm 1982 đến năm 1994.

## Tiểu sử
Jenny Randles chào đời ngày 30 tháng 10 năm 1951 tại Stacksteads, Lancashire, Vương quốc Liên hiệp Anh và Bắc Ireland. Bà nổi tiếng ở nước Anh là tác giả chuyên viết sách về UFO và các hiện tượng huyền bí với 50 cuốn được xuất bản, từ tác phẩm đầu tay có nhan đề UFOs: A British Viewpoint (1979) cho đến cuốn mới nhất hiện nay mang tên Breaking the Time Barrier: The race to build the first time machine (2005). Những chủ đề bao trùm trong các tác phẩm của bà bao gồm vòng tròn đồng ruộng, ESP, cuộc sống sau khi chết, dị thường về thời gian và hiện tượng tự cháy của con người. Bà còn viết các bài điều tra hoài nghi nhằm giải quyết những trường hợp kỳ lạ được thu thập trong cuốn sách nhan đề The UFOs That Never Were (đồng tác giả với Tiến sĩ David Clarke và Andy Roberts, NXB London House, 2000).
Randles từng viết bài cho nhiều ấn phẩm trong đó có tờ tạp chí New Scientist và bán được hơn 1,5 triệu ấn phẩm của riêng mình. Đến năm 1997, số sách của bà đều được xuất bản ở 24 quốc gia khác nhau. Từ năm 1993 đến 1997, Randles giữ vai trò cố vấn cốt truyện cho tất cả loạt phim và một tập trực tiếp thuộc dòng phim tài liệu được đài ITV dàn dựng có tựa đề Strange but True? gói gọn nhiều hiện tượng bí ẩn lớn đến từ khắp nơi trên thế giới. Đặc biệt nhất là về biến cố Rừng Rendlesham, mà bà là một trong những người đầu tiên tiến hành điều tra ngay sau khi vụ việc xảy ra, đã thu hút hơn 12 triệu người xem và trở thành chương trình được xem nhiều nhất về chủ đề này trên kênh truyền hình Vương quốc Anh. 
Bà còn viết hai cuốn sách nhan đề Strange But True? và Strange But True? Casebook tied to the TV series (NXB Piatkus, ấn bản năm 1994 và 1995). Bên cạnh công việc sáng tác và trình bày các tác phẩm tài liệu cho đài truyền hình phát thanh BBC. Ngoài ra, Randles còn là một nhà báo viết bài chuyên mục cho tạp chí Fortean Times và diễn giả góp mặt trong hội thảo UnConvention. Bà chính là người đã đặt ra thuật ngữ Nhân tố xứ Oz nhằm mô tả trạng thái ý thức kỳ lạ liên quan đến những thay đổi đối với nhận thức về thời gian và không gian mà các hiện tượng kỳ lạ và những cuộc tiếp xúc cự ly gần có thể xảy ra. 
Xuyên suốt nhiều năm liền, bà từng làm biên tập viên của tờ Northern UFO News (tạp chí 12-20 trang A5 chi tiết về hoạt động của UFO ở miền Bắc nước Anh) từ năm 1974 đến năm 2001. Northern UFO News hiện được xuất bản miễn phí trực tuyến hàng tháng vẫn do Randles biên tập.

## Tác phẩm
Tác phẩm do Jenny Randles chấp bút bao gồm những quyển sau đây:
- Jenny Randles (2005). Breaking the Time Barrier: The Race to Build the First Time Machine. Simon & Schuster.
- Jenny Randles (2003). Supernatural Isle of Man. Robert Hale.
- Jenny Randles (2003). Supernatural Pennines. Robert Hale.
- Jenny Randles (2001). Time Storms: The Amazing Evidence of Time Warps, Space Rifts and Time Travel. Piatkus.
- Jenny Randles; Peter Hough (2001). Psychic Detectives: The Mysterious Use of Paranormal Phenomena in Solving True Crimes. Reader's Digest.
- Jenny Randles; Andy Roberts; David Clarke (2000). The UFOs That Never Were. London House. ISBN 1902809351.
- Jenny Randles (2000). Little Giant Encyclopedia of UFOs. Sterling Pub.
- Jenny Randles (2000). Supernatural Causes: Case Studies of Mysterious Death and Injury. London House.
- Jenny Randles (1999). The Complete Book Aliens and Abductions. Piatkus.
- Jenny Randles (1999). UFO! Danger in the Air. Sterling Pub.
- Jenny Randles (1998). Truly Weird: Real-life Cases of the Paranormal. Collins & Brown.
- Jenny Randles (1998). UFO Crash Landing? Friend or Foe?: The Full Story of the Rendlesham Forest Close Encounter. Blandford.
- Jenny Randles (1998). Something in the Air. Robert Hale.
- Jenny Randles (1997). Men in Black: Investigating the Truth Behind the Phenomenon. Piatkus.
- Jenny Randles (1997). Alien Contact: The First Fifty Years. Barnes & Noble.
- Jenny Randles; Peter A. Hough (1997). The Complete Book of UFOs: 50 Years of Alien Contacts and Encounters. Piatkus.
- Jenny Randles (1997). The Paranormal Source Book: The Comprehensive Guide to Strange Phenomena worldwide. Piatkus.
- Jenny Randles (1997). The Truth Behind Men in Black: Government Agents, or Visitors from Beyond. St. Martin's Press.
- Jenny Randles (1996). Life After Death and the World Beyond: Investigating Heaven and the Spiritual Dimension. Piatkus.
- Jenny Randles (1995). UFO Retrievals: The Recovery of Alien Spacecraft. ISBN 0713724935.
- Jenny Randles (1995). Strange but True Casebook. Piatkus. ISBN 0749915587.
- Jenny Randles; Peter Hough (1994). Strange but True?. Piatkus. ISBN 0749914599.
- Jenny Randles (1994). Alien Contacts and Abductions: The Real Story from the Other Side. Sterling.
- Jenny Randles (1994). The Unexplained: Great Mysteries of the 20th Century. Anaya.
- Jenny Randles (1994). Strange and Unexplained Mysteries of the 20th Century. Sterling Pub.
- Jenny Randles (1994). World's Best "True" UFO Stories. Sterling Pub. Co.
- Jenny Randles (1994). Star Children: The True Story of Alien Offspring Among Us. Hale.
- Jenny Randles; Peter A. Hough (1994). The Complete Book of UFOs: The Investigation into Alien Contacts and Encounters. Piatkus.
- Jenny Randles (1994). Time Travel: Fact, Fiction and Possibility. Blandford.
- Jenny Randles; Peter A. Hough (1993). Encyclopedia of the Unexplained. Blitz Editions.
- Jenny Randles (1993). Aliens: The Real Story. Hale.
- Jenny Randles (1993). The Paranormal Year. Robert Hale.
- Jenny Randles; Peter Hough (1993). Mysteries Of The Mersey Valley. Sigma Leisure.
- Jenny Randles; Peter Hough (1993). The Afterlife: An Investigation into the Mysteries of Life After Death. Piatkus.
- Jenny Randles (1992). UFOs and How to See Them. Barnes & Noble.
- Jenny Randles; Peter A. Hough (1992). Spontaneous Human Combustion. Hale.
- Jenny Randles (1991). From Out of the Blue: The Incredible UFO Cover-Up at Bentwaters NATO Air Base. Global Communications.
- Jenny Randles; Paul Fuller (1990). Crop Circles: A Mystery Solved. Hale.
- Jenny Randles (1990). Mind Monsters: Invaders from Inner Space?. Aquarian.
- Jenny Randles (1989). Phantoms of the Soap Operas. Hale.
- Jenny Randles; Peter Hough (1988). Death By Supernatural Causes?. Grafton.
- Jenny Randles (1988). Alien Abductions: the Mystery Solved: Over 200 Documented UFO Kidnappings Investigated. Inner Light Publications.
- Jenny Randles (1988). Abduction: Scientific Exploration of Alleged Kidnaps by Alien Beings. Headline.
- Jenny Randles (1987). UFO Conspiracy: From the Official Case Files of the World's Leading Nations. Barnes & Noble. ISBN 1566191955.
- Jenny Randles (1987). Sixth Sense: Psychic Powers and Your Five Senses. Hale.
- Jenny Randles (1987). The UFO Conspiracy: The First Forty Years. Blandford.
- Jenny Randles; Peter Warrington (1985). Science and the UFOs. B. Blackwell.
- Jenny Randles (1985). Beyond Explanation? The Paranormal Experiences of Famous People. Hale.
- Jenny Randles; Brenda Butler; Dot Street (1984). Sky Crash: A Cosmic Conspiracy. Neville Spearman.
- Jenny Randles (1983). The Pennine UFO Mystery. Granada.
- Jenny Randles (1983). UFO Reality: A Critical Look at the Physical Evidence. Hale.
- Jenny Randles (1981). UFO Study: A Handbook for Enthusiasts. Robert Hale.
- Jenny Randles; Paul Whetnall (1981). Alien Contact: Window on Another World. Spearman.
- Jenny Randles; Peter Warrington (1979). UFOs: A British Viewpoint. Hale.